# Jopen Gerstebier
Jopen Gerstebier is een Nederlands bier van hoge gisting.
Het bier wordt gebrouwen in Brouwerij Jopenkerk te Haarlem. 
Het is een blond bier met een alcoholpercentage van 4,5%. Dit bier werd gebrouwen speciaal voor de Openmonumentendagen en het Jopen bierfestival. Dit biertype werd begin 1900 gebrouwen door de Nederlandse brouwerijen als reactie tegen de opkomst van de pilsbieren.

## Prijzen
- European Beer Star 2010 – Zilveren medaille in de categorie English Style Golden Ale